# 裴文轩
裴文轩（?—?），名学敏，字文轩，以字行，河南邓县（今邓州市）裴营人。

## 生平
曾参加北伐战争。1929年追随中国共产党地下党员宁洗古推行地方自治，获委为邓县民团北路大队长，号称“雷（雷云亭）古（宁洗古）轩（裴文轩）田（彭锡田）”。1930年宁洗古被杀害后，遂去职。抗日战争中曾任132师师部副官处主任，在中条山一带与部队失散。1946年应洛阳驻军裴昌会之约参与洛阳修谱，与裴学文等察访完成邓县裴营裴氏支牒，编入洛阳裴志玺12卷15册的《裴氏世谱》。